# Balázs Adolf
Balázs Adolf (Budapest, 5 settembre 1999) è un canoista ungherese, specializzato nella canoa velocità e maratona. Ai campionati mondiali di Seghedino 2019 ha vinto la medaglia d'argento nel C1 5000 metri.

## Palmarès

### Senior
| Anno | Manifestazione | Sede      | Evento   | Risultato | Prestazione | Note |
| ---- | -------------- | --------- | -------- | --------- | ----------- | ---- |
| 2019 | Mondiali       | Seghedino | C1 5000m | Argento   | 22'19"152   |      |

### Giovanili
- Mondiali maratona

Brandeburgo 2016: argento nel C2 junior 19000; bronzo nel C1 junior 19000
Pietermaritzburg 2017: oro nel C1 junior 19000
Prado Vila Verde 2018: argento nel C1 U23 22600